# Crocidura roosevelti
Crocidura roosevelti — вид ссавців родини Soricidae. Зустрічається в Анголі, Камеруні, Центральноафриканській Республіці, Демократичній Республіці Конго, Руанді, Танзанії та Уганді. Його природне середовище проживання — волога савана.